# インサイドアウト (曲)
「インサイドアウト」は、Plastic Treeの41枚目のシングル。2018年7月25日発売。発売元はJVCケンウッド・ビクターエンタテインメント。

## 概要
前シングル『雨中遊泳』から約1年1ヶ月ぶりのシングル。初回限定盤A、初回限定盤B、Color×Malice盤、通常版の4タイプ発売。
収録されている2曲とも、PlayStation Vita用ゲーム『Collar×Malice -Unlimited-』の主題歌として起用されている。『Collar×Malice』とのタイアップは、38thシングル『サイレントノイズ』（2016年8月17日発売）以来、約2年ぶり2度目となる。

## 収録曲
CD（全タイプ共通）
1. インサイドアウト [4:24][1]
  - 作詞：有村竜太朗、作曲：長谷川正、編曲：Plastic Tree

PlayStation Vita用ゲーム『Collar×Malice -Unlimited-』オープニング主題歌
2. 灯火 [4:39][1]
  - 作詞・作曲：長谷川正、編曲：Plastic Tree

PlayStation Vita用ゲーム『Collar×Malice -Unlimited-』エンディングテーマ
『続 B面画報』(2019年)への収録に伴いMVが制作された。
3. インサイドアウト (Instrumental) [4:24][1]
4. 灯火 (Instrumental) [4:36][1]

DVD
- 初回限定盤Aのみ、「インサイドアウト」Music Videoを収録したDVDが付属。

ブックレット
- 初回限定盤Bのみ、豪華フォトブックレットが付属。